# زبان‌های مادانگ
زبان‌های مادانگ یا مادانگ-آدلبرت یک خانواده زبانی از پاپوآ گینه نو هستند. آن‌ها توسط استفن وورم و پس از او مالکوم راس به عنوان شاخه‌ای از فرا-گینه نو دسته‌بندی شدند. ویلیام فولی موافق است که احتمال «بسیار زیادی» وجود دارد که زبان‌های مادانگ بخشی از زبان‌های فرا-گینه نو باشند، اگرچه ضمایر (مبنای معمول دسته‌بندی در زبان‌های فرا-گینه نو) در مادانگ «جایگزین» شده‌اند. تیموتی آشر دریافت که مادانگ نزدیک‌ترین زبان به زبان‌های یوات بالا و سایر خانواده‌ها در غرب آن است.
این خانواده به نام استان مادانگ و محدوده آدلبرت نامگذاری شده‌است.

## زبان‌ها
زبان‌های مادانگ به شرح زیر هستند:
- یامبن؟
- بارگام (موگیل)
- مادانگ مرکزی
  - کرویسیلی (شامل آدلبرتی شمالی)
  - مابوسو
  - میندجیم
  - کرانه رای (مادانگ جنوبی)
- مادانگ غربی
  - آدلبرتی جنوبی (شاخه‌های رامو)
  - کالام (کوهستان مادانگ غربی)
- مادانگ شرقی
  - واسمبو
  - یاگانون